# ذفرة إيبيرية
ذفرة إيبيرية (الاسم العلمي:Cleome iberica) هي نوع من النباتات تتبع جنس الذفرة من الفصيلة الذفرية.